# Karina (piosenkarka)

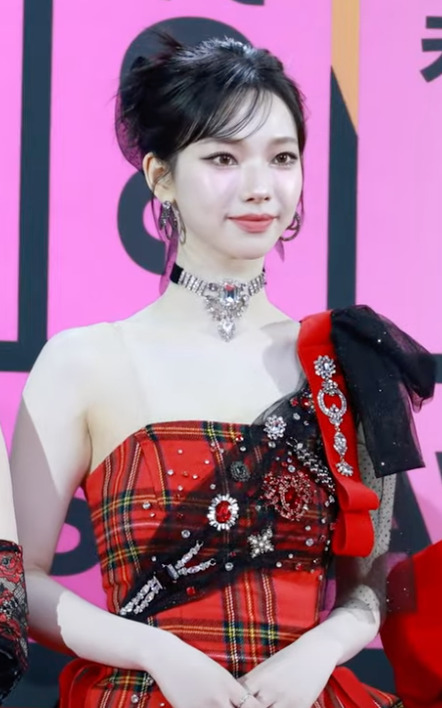
Karina w 2023 roku

Karina, właśc. Yu Ji-min (kor. 유지민, ur. 11 kwietnia 2000) – południowokoreańska piosenkarka i raperka. Jest liderką południowokoreańskiego girlsbandu Aespa, utworzonego przez SM Entertainment 17 listopada 2020 roku. Jest również członkinią supergrupy Got the Beat, która zadebiutowała 3 stycznia 2022 roku.

## Życiorys

### Młodość
Karina urodziła się i wychowała w Suwon, prowincja Gyeonggi w Korei Południowej, w rodzinie składającej się z jej rodziców i starszej siostry. Uczęszczała do Hansol High School, aż została odkryta przez przedstawiciela SM Entertainment za pośrednictwem mediów społecznościowych i trenowała przez 4 lata przed swoim debiutem. Następnie porzuciła szkołę, aby skupić się na treningu i później uzyskała certyfikat równoważny z maturą (GED).

### Kariera
Podczas swojego okresu jako trainee, Karina pojawiła się w teledysku do utworu "Want" Taemina, artysty z tej samej wytwórni, w lutym 2019 roku i występowała z nim w kilku programach muzycznych w kolejnych tygodniach. Karina wystąpiła także wraz z Kaiem, również artystą z tej samej wytwórni, podczas wirtualnego pokazu Hyundai i SM, The All-New Tucson, Beyond DRIVE.
27 października 2020 roku SM Entertainment ujawniło Karinę jako drugą członkinię Aespy. Zadebiutowała jako liderka grupy 17 listopada 2020 roku, wydając cyfrowy singiel „Black Mamba”.
Od 30 października do połowy grudnia 2021 roku Karina prowadziła program Travel Diary Soul: Seoul wraz z Davidem Lee McInnsem jako część promocji turystycznej organizowanej przez Seoul Metropolitan Government. Program miał 4 odcinki i prezentował popularne miejsca turystyczne w mieście. Został wyprodukowany wspólnie z History Channel i emitowany do 39,5 miliona gospodarstw domowych w 19 krajach. 17 grudnia została ogłoszona członkinią supergrupy SM Got the Beat wraz z koleżanką z zespołu Winter i innymi koleżankami z wytwórni, takimi jak BoA, Taeyeon i Hyoyeon z Girls' Generation oraz Seulgi i Wendy z Red Velvet.
11 maja 2023 roku MBC ogłosiło, że Karina będzie specjalną prowadzącą odcinka Show! Music Core z 13 maja, obok Lee Min-hyukiem i Jungwoo. 22 września Karina wydała singiel „Sad Waltz” dla serialu Netflix Song of the Bandits. 30 listopada ogłoszono, że Karina weźmie udział w nieskryptowanym programie Netflix Agents of Mystery. Nagrania do programu rozpoczęły się w styczniu 2024 roku, a pierwszy odcinek ma zostać wydany 18 czerwca.
8 kwietnia 2024 roku potwierdzono, że Karina pojawi się w programie muzycznym stacji KBS 2TV 싱크로유 (Synchro U) razem z Yoo Jae-suka, Lee Jucka, Lee Yong-jina, Yook Sung-jae i Hoshi. Odcinki pilotażowe zostaną wyemitowane 10 i 18 maja. Tego samego dnia potwierdzono również, że Karina będzie specjalną DJ-ką w programie radiowym MBC FM4U Lee Seok-hoon's Brunch Cafe w dniach 18 i 19 kwietnia.

## Dyskografia

### Solowa
Single cyfrowe
| Rok                                                       | Tytuł                                                                                        | Najwyższa pozycja | Najwyższa pozycja | Album                            |
| Rok                                                       | Tytuł                                                                                        | KOR               | KOR               | Album                            |
| Rok                                                       | Tytuł                                                                                        | Circle            | Songs             | Album                            |
| --------------------------------------------------------- | -------------------------------------------------------------------------------------------- | ----------------- | ----------------- | -------------------------------- |
| 2023                                                      | „The Cure” (z Kangta, BoA, U-Know, Leeteuk, Taeyeon, Onew, Suho, Irene, Taeyong, Mark i Kun) | –                 | –                 | 2022 Winter SM Town: SMCU Palace |
| „–” oznacza, że singiel nie był notowany na danej liście. |                                                                                              |                   |                   |                                  |

#### Ścieżki dźwiękowe
| Rok                                                       | Tytuł       | Najwyższa pozycja | Najwyższa pozycja | Album                   |
| Rok                                                       | Tytuł       | KOR               | KOR               | Album                   |
| Rok                                                       | Tytuł       | Circle            | Songs             | Album                   |
| --------------------------------------------------------- | ----------- | ----------------- | ----------------- | ----------------------- |
| 2023                                                      | „Sad Waltz” | –                 | –                 | Song of the Bandits OST |
| „–” oznacza, że singiel nie był notowany na danej liście. |             |                   |                   |                         |

### Autorstwo piosenek
Wszystkie informacje o autorstwie piosenek pochodzą z bazy danych Korea Music Copyright Association, chyba że zaznaczono inaczej.
| Rok  | Utwór                 | Artysta | Album | Tekst piosenki | Kompozycja |
| ---- | --------------------- | ------- | ----- | -------------- | ---------- |
| 2023 | „Menagerie"           | Karina  | –     | Tak            | Nie        |
| 2024 | „Regret of the Times" | Aespa   | –     | Tak            | Nie        |
| 2024 | „Up"                  | Karina  | –     | Tak            | Nie        |

## Filmografia

### Programy telewizyjne
| Rok  | Tytuł                    | Uwagi          |
| ---- | ------------------------ | -------------- |
| 2021 | Travel Diary Soul: Seoul | prowadząca     |
| 2024 | Synchro U                | członek obsady |

### Programy internetowe
| Rok  | Tytuł             | Uwagi          |
| ---- | ----------------- | -------------- |
| 2024 | Agents of Mystery | członek obsady |

### Hosting
| Rok  | Tytuł            | Uwagi                                    |
| ---- | ---------------- | ---------------------------------------- |
| 2023 | Show! Music Core | Specjalni MC z Jungwoo i Lee Min-hyukiem |

### Audycje radiowe
| Rok  | Tytuł                       | Uwagi                                  |
| ---- | --------------------------- | -------------------------------------- |
| 2024 | Lee Seok-hoon's Brunch Cafe | Specjalny DJ w dniach 18 – 19 kwietnia |